# Synagoga Lewka Jakubowicza w Łodzi
Synagoga Lewka Jakubowicza w Łodzi – prywatny dom modlitwy znajdujący się w Łodzi przy ulicy Piotrkowskiej 145.
Synagoga została założona w 1893 roku z inicjatywy Lewka Jakubowicza. Mogła ona pomieścić 30 osób. Podczas II wojny światowej hitlerowcy zdewastowali synagogę.  